# برص قصير الاصبع
برص قصير الاصبع ،  (باللاتينية: Stenodactylus) (بالإنجليزية: Short-fingered Geckos)‏  ، هو جنس ينتمي إلى (فصيلة: Gekkonidae) .

## أنواع مختارة
- برص الرمال المصري (الاسم العلمي: Stenodactylus petrii)
- برص واسع العين (الاسم العلمي: Stenodactylus sthenodactylus)
- برص واسع العين شمالي (الاسم العلمي: Stenodactylus mauritanicus)

## روابط خارجية
- زواحف المملكة العربية السعودية
- الزواحف والبرمائيات في مصر
- التنوع البيولوجي في مصر
- الحياة البرية في الإمارات
- التنوع الحيوي بالسلطنة
- دليل الحياة البرية في تونس
- متحف الزواحف في كلية علوم دمياط